# Lois Toulson
Lois Mae Toulson (Huddersfield, 26 de setembro de 1999) é uma saltadora britânica, medalhista olímpica.

## Carreira
Toulson foi criada em Cleckheaton. Ela frequentou a Whitcliffe Mount School e a Elliott Hudson College.
Tendo feito sua primeira aparição internacional sênior no Campeonato Europeu de 2015. Ela também competiu nos primeiros Jogos Europeus, onde conquistou o ouro; ela fechou sua primeira temporada sênior com medalhas individuais de ouro e prata nos eventos do Grande Prêmio da FINA em Cingapura e na Malásia. No Campeonato Europeu de Saltos de 2017 em Kiev, Toulson ganhou duas medalhas de ouro, a primeira na plataforma de 10m, e na plataforma mista de 10m sincronizada com o parceiro de Matty Lee. No Campeonato Mundial de Esportes Aquáticos de 2017, Toulson e Lee conquistaram a prata nos 10m mistos sincronizados.
Na Copa do Mundo de Saltos da FINA de 2021, realizada no Japão como um evento de teste oficial para as Olimpíadas de Tóquio de 2020, Toulson e Eden Cheng ganharam prata na plataforma sincronizada de 10m, garantindo assim sua qualificação para as Olimpíadas. Elas também ganharam prata na plataforma sincronizada de 10m duas semanas depois no Campeonato Europeu. Nas Olimpíadas de 2020, a dupla terminou em sétimo na plataforma sincronizada de 10 metros após uma largada ruim.
Ao lado de Andrea Spendolini-Sirieix, Toulson ganhou uma medalha de bronze na prova de plataforma sincronizada de 10 metros nos Jogos Olímpicos de Verão de 2024.